# Morphia (Band)
Morphia ist eine niederländische Symphonic-Death-Doom-Band, die 1995 gegründet wurde.

## Geschichte
1995 gründeten Werner Wensink (Gesang), Erik von Tulder (Bass), Bert Bonestroo (Mixer), Martin Koedoot (Gitarre), Roger Koedoot (Gitarre), Ernst-Jan Lemmen (Schlagzeug) und Peter von Tulder (Keyboard) eine Death-Metal-Band, die sich im Laufe der Zeit zu einer Symphonic-Doom-Metal-Band entwickelte.
1997 wurde die Demo-CD Poison Minded rausgebracht.
1998 nahmen die Niederländer ihre erste CD Unfulfilled Dreams auf, die dann 1999 veröffentlicht wurde. Nachdem sie eine gewisse Bekanntheit erreichten, verließ der Sänger Werner die Band, weshalb nach einem neuen Sänger Ausschau gehalten wurde. Als dann Jasper Pieterson als Sänger in die Band aufgenommen wurde, schrieben sie weitere Songs, aus denen dann 2001 die neue CD Frozen Dust erstellt wurde. In Kooperation mit dem niederländischen Label Fear Dark wurde diese 2002 veröffentlicht. Im Laufe der Zeit spielten Morphia mit bekannten Bands wie After Forever, Altar oder Saviour Machine. Im November 2004 wurde, ebenfalls bei Fear Dark, das Album Fading Beauty veröffentlicht.

## Diskografie
- 1997: Poison Minded
- 1999: Unfullfilled Dreams
- 2002: Frozen Dust
- 2004: Fading Beauty
- 2009: One Last Embrace (CD/DVD)